# Chov Sotheara
Chov Sotheara (ur. 10 października 1983) – kambodżańska zapaśniczka w stylu wolnym. Olimpijka z Rio de Janeiro 2016, gdzie zajęła szesnaste miejsce w kategoria 48 kg.
Złota medalistka igrzysk Azji Południowo-Wschodniej w 2009 i 2013 i brązowa w 2003 i 2005. Piąta na igrzyskach azjatyckich w 2010; dziewiąta w 2014 i dwunasta w 2006. Dziewiąta na mistrzostwach Azji w 2005 i 2012. Trzecia na igrzyskach frankofońskich w 2013 roku.